# میخوو (استان لوبلین)
میخوو (به لاتین: Michów) یک روستا در لهستان است که در گمینا میخوو واقع شده‌است. میخوو ۱٬۷۴۶ نفر جمعیت دارد.